# NGC 798
NGC 798 is een elliptisch sterrenstelsel in het sterrenbeeld Driehoek. Het hemelobject werd op 10 december 1871 ontdekt door de Franse astronoom Édouard Jean-Marie Stephan.

## Synoniemen
- PGC 7823
- UGC 1539
- MCG 5-5-48
- ZWG 503.78